# Зейн Малік
Зейн Джавад Малік (англ. Zain Javadd "Zayn" Malik; нар. 12 січня 1993, Брадфорд, Велика Британія) — британський співак, колишній учасник бойз-бенду One Direction.

## Біографія
Зейн народився у британсько-пакистанській родині. Мусульманин, наполовину пакистанець, на чверть англієць. Батько Ясер Малік — пакистанець, мати Тріша Малік — англійка. У нього є три сестри: Донія, Валія і Сафаа.

### Шкільний період та початок творчого шляху
Малік починав своє навчання в Lower Fields, потім перейшов в середню школу Tong, закінчив своє навчання в державній загальноосвітній школі. Зейна не приймали в перших двох школах через його змішану кров. Але після переходу в іншу школу у віці дванадцяти років, Малік каже, що почав пишатися своїм походженням і зовнішністю. Під час свого перебування на The X-Factor його дід помер. У нього є татуювання імені діда Вальтера арабською мовою на грудях. На прослуховуванні The X-Factor, Малік сказав: «Я шукав досвід». Уподобання в музиці віддає вуличному стилю, черпаючи натхнення у Майкла Джексона, Ашера і Ne-Yo. На прослуховуванні виконав пісню «Let Me Love You» американського співака Маріо. Також йому подобається співак Бруно Марс. Малік має пристрасть до куріння; він хотів позбутися цієї звички, але кілька разів зривався.

## Особисте життя
З 2012 року Зейн зустрічався з однією з учасниць популярного британського бенду Little Mix — Перрі Едвардс. У 2013 році відбулися заручини пари. У серпні 2015 Зейн і Перрі розлучилися. У листопаді 2015 року він почав зустрічатися з Джіджі Хадід. 13.03.2018 вони розійшлися, про що заявили на своїх сторінках у соц. мережах. Через 2 місяці пару застали за поцілунком прямо на центральній вулиці Нью-Йорка. А незабаром після цього Джіджі опублікувала фото, на якому вона з Зейном відпочиває після показу відомого фільму. У вересні 2020 у Зейна та Джіджі народилась перша для обох дитина, про що вони повідомили на своїх сторінках у соцмережах.